# Charles Cornet d'Elzius
Pour les articles homonymes, voir Cornet d'Elzius et Cornet.
Le comte Charles-Louis-Marie Cornet d'Elzius d'Espiennes du Chenoy de Wal, né le 24 mai 1922 à Pailhe et mort le 27 juin 2006 à Ciney, est un homme politique belge, membre du Parti libéral.

## Biographie
Il fut résistant armé durant la Seconde Guerre mondiale. Il est diplômé en Philosophie et Lettres (FUNDLP, puis Université d'Oxford); expert forestier.

## Fonctions et mandats
- Conseiller communal de Scy : Elu aux élections du 12 octobre 1952 sur la liste n°2 (voir "Scy, son histoire et ses environs par Ph. BESURE"₢2016 )
  - 1er échevin  de Scy désigné le 6 janvier 1953 jusqu'au 12 janvier 1965
  - Bourgmestre de Scy  le 12 janvier 1965 -1976
- Conseiller provincial de Namur : 1965-1968
- Député permanent de la Namur chargé de l’Agriculture : 1965-1968
- Membre de la Chambre des représentants de Belgique : 1968-1971
- Commissaire du Gouvernement belge : 1969-1978
- Membre coopté du Sénat belge : 1974-1977
  - Chef de groupe PLP
- Ministre adjoint au ministre des affaires économiques : 1974-1977 (il remplace le RW Pierre Bertrand)
- Conseiller communal de Ciney : 1977
  - bourgmestre : 1977-1994
- Ministre adjoint au ministre des affaires économiques : 1977
- Membre de la Chambre des représentants de Belgique : 1977-1991
  - Membre du Conseil régional wallon : 1980-1991

## Sources
- P. Delforge, Charles Cornet d'Elzius d'Espiennes du Chenoy de Wal, Dictionnaire des Wallons (2014).
- P. Van Molle, Het Belgisch parlement, p. 51.
- H. Gaus, Politiek biografisch lexicon, p. 169-172.